# Quimper Kerfeunteun Football Club (féminines)
 (décembre 2022).
Si vous disposez d'ouvrages ou d'articles de référence ou si vous connaissez des sites web de qualité traitant du thème abordé ici, merci de compléter l'article en donnant les références utiles à sa vérifiabilité et en les liant à la section « Notes et références ».
Maillots
La section féminine du Quimper Kerfeunteun Football Club est un club de football féminin français basé à Quimper et créée en 1971 sous le nom de Football Féminin Quimper.
Evoluant au niveau départemental puis régional, les Quimpéroises atteignent pour la première fois de leur histoire la Division 1 en 1975, qu'elles ne vont plus quitter pendant 17 ans. Régulièrement sur le devant de la scène dans les années 1980, le club décline au début des années 1990, alternant les passages en première et seconde division jusqu'en 2006 et la descente en troisième division puis en Division d'Honneur de Bretagne. Le club met du temps à revenir sur le devant de la scène et ce n'est qu'en 2012, sous son nouveau nom, qu'il obtient son retour en seconde division, six ans après l'avoir quittée.
Michel Gilles, entraineur de l'équipe A de 1996 à 2001, reprend son poste pour la saison 2015/2016. Le groupe participe au championnat de Régional 1 et évolue au stade de Kerhuel depuis le printemps 2016.

## Histoire du club

### Débuts au niveau départemental et régional (1971-1975)
C’est lors de l’année 1971, que tout commence à Quimper. Après 50 ans d’interdiction et de pratique informelle, le foot féminin renaît en France à la suite de sa reconnaissance par la FFF. Cette année-là, le Football Féminin Quimper est créé. Le club débute au niveau départemental et progresse vite puisque les quimpéroises remportent la Départementale 1 dès sa première saison et accèdent au niveau régional. Durant 2 saisons, l’équipe participe à la Division d’Honneur Féminine. En 1974, un premier championnat national féminin est créé mais Quimper n’y participe pas. Lors de la saison 1974-1975, les Quimpéroises terminent premières de leur poule et participent la saison suivante à la seconde édition du Championnat de France Féminin.

### Au sommet national (1975-1988)
Pour sa première participation à la D1F, le FFQ tombe dans le groupe de Bergerac, Limoges et le FC Yonnais. L’équipe commence par une victoire contre le FC Yonnais puis s’incline contre Bergerac. Après un match nul contre le Limoges FC, le FFQ est éliminé mais est maintenu pour la saison suivante. La saison suivante, dans un groupe à 5 équipes, Quimper remporte 3 de leur 4 matchs et se qualifie pour les Quarts de finale. Le FFQ est opposé à l’AS Etroeungt, après un zéro à zéro, les Quimpéroises sont éliminées après une défaite deux buts à un au match retour. Pour la saison 1977-1978, le FFQ se retrouve de nouveau qualifié pour les Quarts de finale. De nouveau opposé à l’AS Etroeungt, Quimper perd à domicile, un à zéro. Au retour, le FFQ s’impose un but à zéro. Les deux équipes s’opposent aux pénaltys, ce sont les Courbeteuses qui s’imposent trois à quatre. La saison suivante est un échec puisque le FFQ termine quatrième de son groupe et est éliminé avant la phase finale. La saison 1979-1980 est meilleure puisque le FFQ termine leader de son groupe mais termine second lors de la poule finale et est éliminé au bord de la finale. Lors de la saison suivante, le FFQ renommée en Stade Quimpérois participe de nouveau au tour final mais perd ses deux matchs. La saison suivante est la même que la précédente puisque le SQ termine dernier de sa poule du tour final. Lors des trois saisons suivantes, les Quimpéroises terminent deuxième de leur poule. Après deux troisième place, le SQ termine second mais grâce aux changements de poule, le SQ est qualifié pour les quarts mais est éliminé par le VGA Saint-Maur. 

### Un club instable (1988-2003)
Dès lors, l’équipe est en déclin et durant les trois prochaines saisons, ne terminera pas dans le top 3 contrairement à toutes les autres saisons sauf la saison 1978-1979. En 1992, le club est relégué à la suite de la réforme des championnats et à la création d’une seconde division national. Pour sa première saison en N1B, le SQ remporte quinze de ses dix-huit matchs et est second de la poule finale. Pour sa première saison dans la N1A nouvelle formule, le SQ commence par une victoire, la suite de la saison est compliquée et à la fin de la saison, le SQ redescend en N1B. Lors de la saison 1994-1995 et 1995-1996, le SQ échoue à la remontée en terminant second de sa poule. La troisième saison en N1B est la bonne puisque les Quimpéroises terminent premières de leur poule et terminent de nouveau second lors de la poule finale. Le SQ va vivre une saison plus compliquée que la première et  à la fin de la saison, Quimper termine avant-dernier de sa poule et descend en N1B. Le dernier match de la saison contre l’ASJ Soyaux se termine sur le score de 5 buts à 6 pour les visiteuses. Le retour en N1B est bref puisque le club remonte directement en N1A. Le début de saison en N1A est bien meilleur puisque le club remporte 4 de ses 7 premiers matchs et grâce à une bonne saison, les Quimpéroises se maintiennent en N1A pour la première fois. À la suite de ce maintien, les ambitions du club sont de rester en N1A durant le plus de saisons mais cela va être compromis puisque le club termine avant dernier avec seulement deux victoires contre le dernier, le Celtic de Marseille. Le retour en N1B sera de nouveau bref puisque le club, grâce à une première place, accède à la D1F, cette saison, les Quimpéroises participent à la première édition du Challenge de France dont elles sont éliminées en Quart de finale par le FC Lyon. La saison en D1F sera dure et le club lutte pour le maintien. Au Challenge de France, Quimper atteint les huitièmes de finale, en championnat, elles vont finalement échouer à la dernière journée puisque l’ESOFV La Roche-sur-Yon, 11ème, affronte les Quimpéroises et grâce à deux buts, la Roche-sur-Yon s’imposent et se maintient en D1F au détriment du Stade Quimpérois qui retourne en D2F. 

### Descente aux enfers (2003-2011)
Après cette nouvelle descente, l’objectif est clair, il s’agit de remonter en D1F mais l’objectif va échouer puisque les Quimpéroises vont terminer troisième. La saison suivante, l’équipe diminuée, va terminer septième de son groupe après une fin de saison catastrophique. C’est avec un effectif totalement remanié que le SQ va débuter sa prochaine saison. Durant cette saison, les Quimpéroises perdent tous leurs matchs et descendent pour la première fois en D3F. En D3F, le club, ayant perdu de nouveau, toutes ses joueuses termine dernier avec 16 défaites en 18 matchs et seulement une victoire. Pour la première fois depuis 1975, le club retrouve le niveau régional. En DH, le club frôle la descente puisque les Quimpéroises terminent septième, la huitième place étant synonyme de relégation en PH. La saison suivante est meilleure puisque le QCFC termine quatrième de sa poule. Lors de la saison suivante, le club termine quatrième mais participe à un barrage de relégation dont elles terminent troisième et grâce à cela, elles se maintiennent en Division d’Honneur. Au Challenge de France, le QCFC atteint le 1er tour fédéral, éliminé le CBOSL Football, club de D2F.

### Ascension du club, retour en D2 (2011-2015)
Après une saison au bord de la relégation, le club repart de l’avant et cette saison est réussie puisque le club termine premier de DH et par conséquent est qualifié pour le championnat inter-régional qu’elle va remporter et va donc accéder à la D2F. En Coupe de France, les Quimpéroises vont atteindre de nouveau, le 1er tour fédéral. La nouvelle saison débute et les Quimpéroises vont débuter la saison par 3 victoires et 2 matchs nuls lors des 5 premiers matchs. En Coupe de France, l’équipe atteint les 16ème de finale, éliminée par l’EA Guingamp, deux buts à un. La suite de la saison est moyenne mais cela suffit aux Quimpéroises pour se maintenir en terminant à la huitième place. Lors de la saison 2013-2014, la première partie de saison est bonne avec 5 victoires et 2 matchs nuls. En Coupe de France, elles sont éliminées par Juvisy, au Stade de Penvillers, en 32èmes de finale, trois buts à zéro. La seconde partie de saison est catastrophique avec aucune victoire mais grâce à la bonne première partie de saison, le QKFC est maintenu en terminant dixième sur douze. La saison suivante est moyenne, en coupe, elles sont éliminées par l’US Saint-Malo au 1er tour fédéral. En championnat, les Quimpéroises se maintiennent en terminant de nouveau dixième sur douze à quatre points d’Orvault, premier relégable.

### Retour en DH et stagnation au niveau régional (depuis 2015)
Durant l’intersaison, de nombreuses joueuses quittent pour rejoindre l’aventure de la section féminine du Stade brestois 29, qui vient d’être promue en DH, même l’entraîneur du QKFC rejoint le club brestois. Pour cette saison en D2, l’effectif est en partie composé de joueuses de l’équipe réserve et les résultats sont catastrophiques puisque Quimper perd tous ses matchs sauf le dernier, où elles accrochent un match nul, le seul de la saison. Elles terminent dernière du classement avec 23 points, les défaites rapportant un point, aucune victoire, un nul et 21 défaites, 6 buts marqués et 108 buts encaissés, le QKFC retrouve le niveau régional. De retour au niveau régional, les Quimpéroises ont livré une bonne saison puisqu’elle termine à la 3ème place et en Coupe de France atteint le 1er tour fédéral, éliminée par le FC Nantes, aux tirs au but. La saison suivante est bonne mais le club n'arrive pas à monter en D2F, elles terminent 5ème de la nouvelle Régional 1 Féminine, en Coupe de France, elles atteignent de nouveau le 1er tour fédéral, éliminées par le CPBB Rennes. La saison suivante sera plus compliquée puisque les Quimpéroises jouent le maintien en R1F, après une saison très moyenne, elles se maintiennent en terminant à la huitième place. La saison suivante est meilleure malgré une attaque qui marque très peu, les Quimpéroises sont de milieu de tableau, mais en mars 2020, la saison est arrêtée et le QKFC est maintenu en terminant 7ème. Pour la saison 2020-2021, l’équipe ne jouera que 4 matchs, la saison étant arrêtée au mois d’octobre. En Coupe de France, elles atteignent la Finale Régionale mais le 24 mars 2021, la compétition est définitivement arrêtée. Pour la saison 2021-2022, l’équipe quimpéroise s’est renforcée et à comme objectif de monter en D2F.

## Autres équipes du club

### Équipe masculine
Il comprend également une section masculine créée en 1905, qui jouera durant les années 1970, 1980 et 1990, en Division 2 et en Division 3. L'équipe qui évolue actuellement en Régional 1 (6e échelon) après une rétrogradation en DSR en 1997 à la suite d'un dépôt de bilan.

## Infrastructures du club

### Stade de Penvillers
Le stade de Penvillers est un stade omnisports inauguré en 1968 comportant une piste d'athlétisme, une tribune de 2 717 places assises et des gradins de 5 041 places debout. L'équipe y jouait ses matchs de National 1A et de Division 1 dans les années 1990 et 2000 car le Stade de Kerhuel n'est pas aux normes.

### Stade de Kerhuel
Le stade de Kerhuel est un stade de football inauguré en 1842 comportant un terrain de football, la capacité du stade est de 2040 places dont 40 places assises dans une tribune. Le club y jouait tous ses matchs depuis 1971 sauf ceux de N1A et de D1F dans les années 1990 et 2000, car le stade n'est pas aux normes. Aujourd'hui, l'équipe féminine y joue pour ses matchs de Régional 1.

### Autres stades
Durant les années 1970, l'équipe jouait aussi dans des villes limitrophes de Quimper et dans un stade proche du Stade de Kerhuel et aujourd'hui à l'abandon.

## Statistiques de l'équipe

### Palmarès
Le tableau suivant liste le palmarès du club actualisé à l'issue de la saison 2011-2012 dans les différentes compétitions officielles au niveau national et régional.
| Compétitions nationales | Compétitions régionales et départementales |
| - Division 1F (0) : - Participation : 22. - Meilleur classement - Premier tour : 1er (en 1977, 1978, 1980, 1981 et 1982). - Phase finale : 2e (en 1980) - Division 2F (0) : - Participation : 13. - Meilleur classement - Premier tour : 1er (en 1993, 1997, 1999 et 2002). - Phase finale : 2e (en 1993, 1997, 1999 et 2002) - Championnat Inter-Régional (1) : - Participation : 1. - Meilleur classement 1er (Groupe F) (en 2012). - Coupe de France (0) : - Meilleure performance : 1/4 de finale (en 2002). | - DH Ouest (1) : - Champion : 1975. - DH Bretagne (1) : - Champion : 2012. - Coupe de l'Ouest (2) - Vainqueur : 1980, 1985. - Finaliste : 1984, 1990. - Coupe de Bretagne (3) - Vainqueur : 1991, 2002 2009. - Finaliste : 1993, 1994, 2000, 2001, 2010, 2011.. - Départementale 1 Finistère (1) : - Champion : 1972. |

### Bilan saison par saison
|             | 1971-1975   |               |                    |
| 1975-1982   |             |               |                    |
| Division 1  | Division 2  |               |                    |
| 1982-1986   |             |               |                    |
| Division 1  | DH Ouest    |               |                    |
| 1986-1992   |             |               |                    |
| Niveau I    | Niveau II   | Niveau III    |                    |
| National 1A | National 1B | DH Ouest      |                    |
|             | 1992-1993   |               |                    |
| 1993-1994   |             |               |                    |
|             | 1994-1997   |               |                    |
| 1997-1998   |             |               |                    |
|             | 1998-1999   |               |                    |
| 1999-2001   |             |               |                    |
|             | 2001-2002   |               |                    |
| Niveau I    | Niveau II   | Niveau III    | Niveau IV          |
| Division 1  | Division 2  | Division 3    | Division d'Honneur |
| 2002-2003   |             |               |                    |
|             | 2003-2006   |               |                    |
|             |             | 2006-2007     |                    |
|             |             |               | 2007-2010          |
| Division 1  | Division 2  | DH/Régional 1 | DRH/Régional 2     |
|             |             | 2010-2012     |                    |
|             | 2012-2016   |               |                    |
|             |             | 2016-2023     |                    |
| Division 1  | Division 2  | Division 3    | Régional 1         |
|             |             |               | depuis 2023        |

- Championnat national professionnel
- Championnat national professionnel et amateur
- Championnat national amateur
- Championnat régional amateur
- Pas de promotion/relégation